# Liste der Abgeordneten zum Burgenländischen Landtag (IX. Gesetzgebungsperiode)
Diese Liste der Abgeordneten zum Burgenländischen Landtag listet alle Mitglieder des Burgenländischen Landtags in der IX. Gesetzgebungsperiode auf. Die Gesetzgebungsperiode wurde am 5. Mai 1960 mit der Angelobung der Abgeordneten und der Wahl des Präsidiums eröffnet und endete nach 51 Sitzungen am 17. April 1964 mit der Angelobung des Landtags der X. Gesetzgebungsperiode. Nach der Landtagswahl am 10. April 1960 entfielen 16 von 32 Mandaten auf die Österreichische Volkspartei (ÖVP), 15 auf die Sozialdemokratische Partei Österreichs (SPÖ) und 1 Mandat auf die Freiheitliche Partei Österreichs (FPÖ).
Dem Präsidium saß als 1. Landtagspräsident der ÖVP-Abgeordnete Johann Hautzinger vor. Die Funktion des 2. Landtagspräsidenten übte zunächst Theodor Kery (SPÖ) aus, ab 18. Dezember 1962 übernahm Heinrich Knotzer (SPÖ) die Funktion. 3. Landtagspräsident war zunächst Rudolf Grohotolsky (ÖVP), am 8. August 1961 wurde er von Johann Erhardt (ÖVP) abgelöst. Die Funktion des Schriftführers übten Josef Schatz und Alfred Weichselberger aus, Ordner waren Josef Wiesler und Paul Weiß.
| Name                  | Fraktion | Anmerkung                                                                       |
| --------------------- | -------- | ------------------------------------------------------------------------------- |
| Babanitz Franz        | SPÖ      | ab 18. Dezember 1962 für Friedrich Robak                                        |
| Bezucha Franz         | SPÖ      |                                                                                 |
| Erhardt Johann        | ÖVP      | 3. Landtagspräsident ab 8. August 1961                                          |
| Gesellmann Hans       | ÖVP      |                                                                                 |
| Görcz Adalbert        | ÖVP      |                                                                                 |
| Gradinger Rudolf      | ÖVP      | ab 8. August 1961 für Rudolf Grohotolsky                                        |
| Graf Robert           | ÖVP      | ab 21. Mai 1961 für Alois Stimakovits                                           |
| Gregorich Johann      | ÖVP      |                                                                                 |
| Grohotolsky Rudolf    | ÖVP      | 3. Landtagspräsident, bis 8. August 1961                                        |
| Hautzinger Johann     | ÖVP      | 1. Landtagspräsident                                                            |
| Kery Theodor          | SPÖ      | 2. Landtagspräsident, bis 18. Dezember 1962                                     |
| Knotzer Heinrich      | SPÖ      | bis 27. Juli 1960, ab 8. Dezember 1962 wieder angelobt und 2. Landtagspräsident |
| Kranich Alfred        | ÖVP      | ab 27. Juli 1960 für Reinhold Polster                                           |
| Krikler Karl          | SPÖ      |                                                                                 |
| Lentsch Josef         | ÖVP      | bis 27. Juli 1960                                                               |
| Marx Franz            | ÖVP      | ab 27. Juli 1960 für Josef Lentsch                                              |
| Medl Josef            | SPÖ      |                                                                                 |
| Müller Johann         | ÖVP      |                                                                                 |
| Nikles Julius         | ÖVP      |                                                                                 |
| Parise Ludwig         | SPÖ      |                                                                                 |
| Polster Reinhold      | ÖVP      | bis 27. Juli 1960                                                               |
| Pöpperl Anna          | SPÖ      |                                                                                 |
| Probst Franz          | SPÖ      |                                                                                 |
| Rechnitzer Franz      | ÖVP      |                                                                                 |
| Rezar Richard         | FPÖ      |                                                                                 |
| Robak Friedrich       | SPÖ      | bis 18. Dezember 1962                                                           |
| Rosenberger Hans      | SPÖ      |                                                                                 |
| Schatz Josef          | ÖVP      |                                                                                 |
| Sexl Ludwig           | ÖVP      | ab 21. September 1960 für Thomas Wagner                                         |
| Sinowatz Fred         | SPÖ      | ab 21. Mai 1961 für Friedrich Szenkuröck                                        |
| Steidl Karl           | SPÖ      |                                                                                 |
| Stimakovits Alois     | ÖVP      | bis 8. April 1961                                                               |
| Szenkuröck Friedrich  | SPÖ      | bis 8. April 1961                                                               |
| Trenovatz Stefan      | SPÖ      |                                                                                 |
| Tschögl Franz         | ÖVP      |                                                                                 |
| Wagner Johann         | ÖVP      |                                                                                 |
| Wagner Thomas         | SPÖ      | ab 27. Juli 1960 für Heinrich Knotzer                                           |
| Weichselberger Alfred | SPÖ      |                                                                                 |
| Weiß Paul             | SPÖ      |                                                                                 |
| Wiesler Josef         | ÖVP      |                                                                                 |